# Lophoceramica simplicifacta
Lophoceramica simplicifacta là một loài bướm đêm trong họ Noctuidae.